# Nikolaus Kraft (Märtyrer)
Nikolaus Kraft (* 6. Dezember 1875 in Kleinliebental bei Odessa, Russisches Kaiserreich; † 1921 in Mariental, Sowjetrussland) war ein russlanddeutscher römisch-katholischer Geistlicher und Märtyrer.

## Leben
Nikolaus Kraft wuchs im Bistum Tiraspol auf. Er studierte Theologie am Priesterseminar Saratow und wurde am 5. Mai 1899 zum Priester geweiht. Stationen seines Wirkens waren: 1899–1910 Christina (Ukraine), dann Mariental. Als es dort 1921 wegen der Hungersnot zu Aufständen kam, wurde er als Leiter verhaftet und zusammen mit 270 deutschen Kolonisten erschossen. Bischof Josef Alois Kessler nannte ihn das „erste priesterliche Opfer des Wolgagebietes“.

## Gedenken
Die Römisch-katholische Kirche in Deutschland nahm Pfarrer Nikolaus Kraft als Märtyrer in das deutsche Martyrologium des 20. Jahrhunderts auf.